# Rückzug italienischer Hersteller aus der Motorrad-Weltmeisterschaft 1957

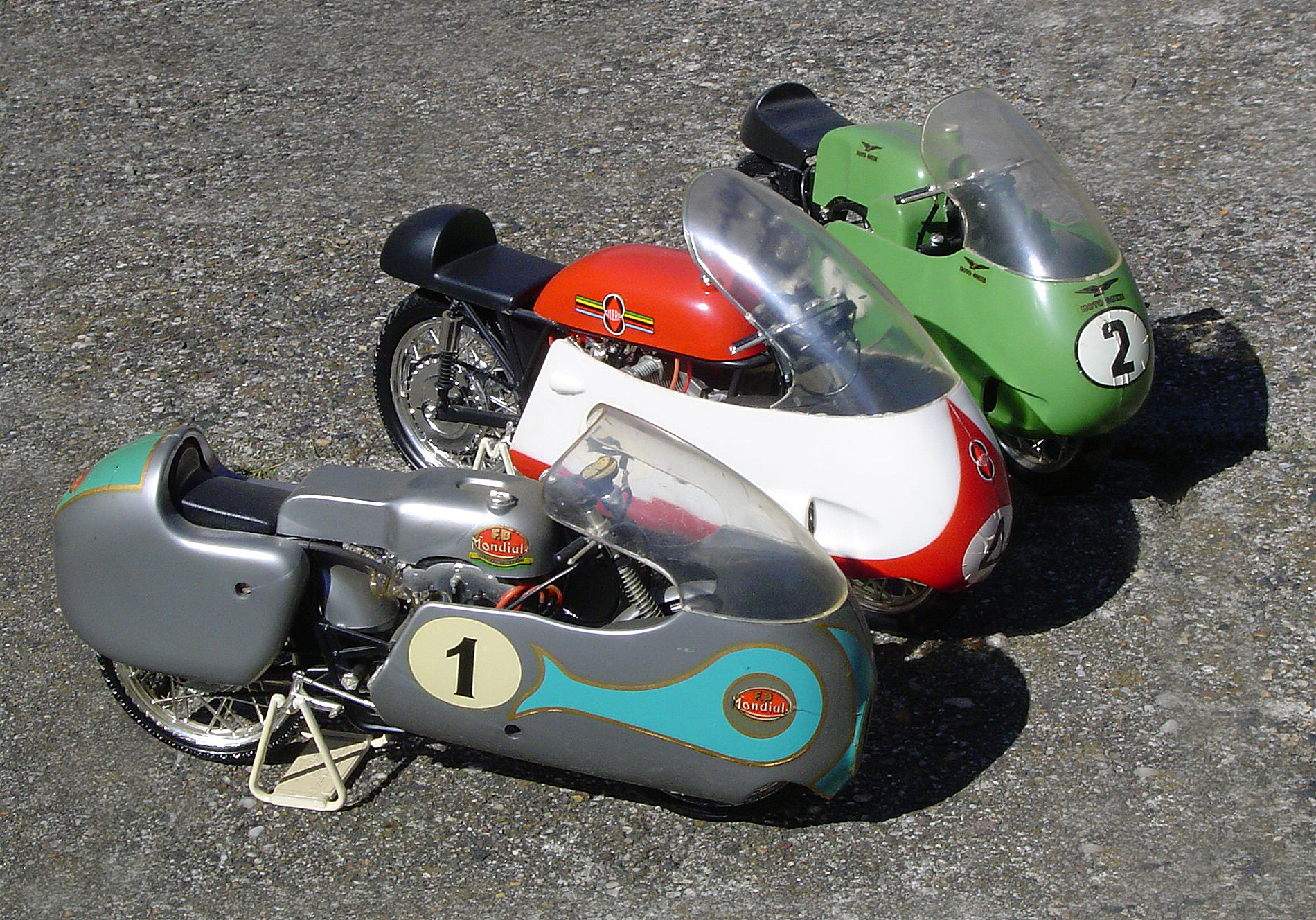
Modelle von den Siegermotorrädern der drei Hersteller die zum Saison-Ende 1957 aus der Weltmeisterschaft ausstiegen

Der Rückzug der italienischen Motorradhersteller Moto Guzzi, Gilera und F.B Mondial – beziehungsweise ihrer Werksrennställe aus der Motorrad-Weltmeisterschaft zum Ende der Saison 1957 wird oft als „das Ende der goldenen Ära des Motorrad-GP-Sports“ bezeichnet. Er ging unter dem italienischen Titel Patto di astensione (zu deutsch etwa „Enthaltungspakt“ oder „Rückzugsvereinbarung“) in die Geschichte dieses Sports ein.

## Die Ausgangssituation
Nach dem Zweiten Weltkrieg gehörte in Italien die Motorradindustrie zu den wenigen Aktivposten der schwer angeschlagenen Wirtschaft. Grund war die Schaffung individueller Fortbewegungsmöglichkeit, die für den Wiederaufbau des stark zerstörten Landes notwendig war. Nach einem Jahrzehnt mit exponentiellem Wachstum und beginnendem Wohlstand, erlebte die Motorradbranche Mitte der 1950er Jahre einige Rückschläge, verursacht durch die aufkommende Massenmotorisierung mit kleinen, günstigen Automobilen, wie sie zum Beispiel FIAT mit dem Modell „Seicento“ begonnen hatte, – und das eine außergewöhnliche Verbreitung erreichte. Dies war der Anfang einer Entwicklung, die Italien und ganz Europa zur allgemeinen Einführung des Automobils führte, und dadurch das Motorrad von einem nützlichen, fast unentbehrlichen Transportmittel zu einem eher im Freizeit- und Hobbybereich einzuordnenden „Luxusgegenstand“ machte.
Gleichzeitig dominierten italienische Maschinen in dieser Zeit den Motorradsport quer durch alle Serien und Klassen, inklusive der Weltmeisterschaft, und hatten in der Saison 1957 folgende Titel geholt:
- die 125er-Klasse und die 250er-Klasse von Mondial (Fahrer und Konstrukteure)
- die 350er-Klasse von Moto Guzzi (Fahrer)
- die 500er-Klasse von Gilera (Fahrer und Konstrukteure + 350er Konstrukteure)

Dafür war ein enormer finanzieller Aufwand nötig: Die Fixkosten der Rennabteilung von Moto Guzzi betrugen zum Beispiel etwa 235 Millionen Lire, was etwa 30 Millionen Euro entspricht, – und das in einer Zeit, in der es das Sponsoringsystem und die damit verbundenen Einnahmen noch nicht gab.
Angesichts dieser Situation beschlossen die italienischen Produzenten, den hohen Kosten im Zusammenhang mit Rundstreckenrennen ein Ende zu setzen, da sie der Ansicht waren, dass die Rendite der verkauften Maschinen trotz der unbestrittenen weltweiten Dominanz italienischer Hersteller eindeutig nicht ausreichte, um die Ausgaben jener Jahre zu kompensieren.

## Die Vereinbarung
Der Pakt wurde am 26. September 1957 von den Partnern bestätigt. Zu diesem Zeitpunkt gehörte auch MV Agusta zu den Unterzeichnern, zog aber kurz vor der öffentlichen Bekanntgabe seine Teilnahme zurück. Die Pressemitteilung, die später als „Patto di astensione “(zu deutsch etwa „Enthaltungspakt“ o. „Rückzugsvereinbarung“) in Erinnerung blieb, wurde am Tag nach dem 35. Großen Preis der Nationen in Monza, dem letzten Rennen der Motorrad-Weltmeisterschaft von 1957, an die Zeitungsredaktionen verschickt.
| Der Text der Pressemitteilung vom 02.09.1957 |
| --- |
| Original: Le case MOTO GUZZI – MOTO GILERA – MONDIAL, al termine di un'annata sportiva che ha visto riaffermato nel modo più convincente l’alto livello dell’industria motociclistica italiana, che ha conquistato ancora una volta i titoli di Campione del Mondo per le macchine e i piloti di quattro categorie, hanno preso in esame la situazione e le prospettive dell’attività sportiva constatando: - che le vittorie conquistate, indiscutibilmente probanti per i risultati tecnici conseguiti, non hanno avuto all’estero termini di confronto per l’assenza delle industrie degli altri paesi, mentre in Italia tutte le competizioni si sono svolte in un clima di continue incertezze e difficoltà dovute a particolari orientamenti delle autorità e di talune sfere dell’opinione pubblica; - che le prestazioni delle moto da corsa hanno raggiunto ormai livelli di rendimento tali da rendere perplessi di fronte al rischio per i corridori ed alea per i risultati che le case si propongono. - Le case suddette pertanto si sono trovate d’accordo nel proposito di astenersi a partire dal 1958 e fino ad eventuale altra decisione dal partecipare sia direttamente sia indirettamente alle corse, riservando il loro migliore interessamento ed appoggio alle manifestazioni che siano indette su formule non basate sulla velocità. - Il ritirarsi, dopo tanti anni di appassionato agonismo, che fu prodigo di successi e risonanze per l’industria italiana, se è motivo di vivo rammarico, corrisponde alla ferma volontà di assecondare per l’avvenire una più intensa propaganda per valorizzare i pregi di un impareggiabile mezzo di lavoro e di svago. Tutto questo nel quadro di una circolazione più disciplinata e di fronte alla necessità di adottare orientamenti di produzione che consentano all’industria motociclistica italiana di primeggiare ancora in altre e non meno ardue competizioni: quelle imposte dal Mercato Comune Europeo. - Le case rivolgono un pensiero riconoscente ai Campioni che sono caduti nel nome dello sport motociclistico e a tutti i piloti, i tecnici e le maestranze che hanno contribuito per decenni a dare all’Italia, attraverso una collana di Fulgide vittorie sulle piste di tutto il mondo, una indiscussa superiorità tecnica e sportiva. |
| Deutsche Übersetzung: Die Hersteller MOTO GUZZI – MOTO GILERA – MONDIAL haben am Ende der diesjährigen Saison, in dem das hohe Niveau der italienischen Motorradindustrie auf überzeugendste Weise bestätigt wurde, erneut die Konstrukteurs- und Fahrertitel in vier Kategorien gewonnen, wir untersuchten daraufhin die Situation und die Aussichten unseres sportlichen Engagements und stellten fest: - Dass die Siege, die aufgrund der belegten technischen Ergebnisse unbestreitbar überzeugend waren, aufgrund des Fehlens von Herstellern anderer Länder zu keinem vergleichenden Interesse im Ausland führten, während in Italien alle Wettbewerbe in einem Klima ständiger Unsicherheiten und Schwierigkeiten aufgrund besonderer Ausrichtungen der Behörden und bestimmter Bereiche der öffentlichen Meinung stattfanden; (b) - Dass die Leistung der Rennmotorräder inzwischen ein Niveau erreicht hat, das angesichts des Risikos für die Fahrer, (uns Hersteller) ratlos und unsicher macht, welche weiteren Ergebnisse wir anstreben (und verantworten können). - Die oben genannten Hersteller einigten sich daher darauf, ab 1958 und bis zu einer anderen Entscheidung auf die direkte oder indirekte Teilnahme an den Rennen zu verzichten und sich ihr Interesse und ihre Unterstützung für Veranstaltungen vorzubehalten, deren Formeln nicht auf Geschwindigkeit basieren. - Der Rückzug nach all den vielen Jahren leidenschaftlichen Wettbewerbs, der für die italienischen Hersteller voller Erfolge war, entspricht – auch wenn er Anlass zu tiefem Bedauern gibt – dem festen Wunsch, in Zukunft eine intensivere Öffentlichkeitsarbeit zu unterstützen (und zu steigern), um die Vorzüge des Motorrads als unvergleichliches Arbeits- und Freizeitmittel hervorzuheben. All dies angesichts der Notwendigkeit, Produktionsrichtlinien zu verabschieden, die es der italienischen Motorradindustrie ermöglichen, in einem anderen und nicht weniger schwierigen Wettkampf zu glänzen: dem durch den Gemeinsamen Europäischen Markt auferlegten Wettbewerb. - Die Hersteller gedenken in Dankbarkeit den Champions, die im Namen des Motorradsports gefallen sind, und allen Fahrern, Technikern und Arbeitern, die jahrzehntelang dazu beigetragen haben, Italien durch eine Reihe glänzender Siege auf Rennstrecken in der ganzen Welt eine unbestrittene technische und sportliche Überlegenheit zu bescheren. |

## Die Folgen

### Wirtschaftlich
Die Entscheidung, aus dem Rennzirkus auszusteigen, löste im Sportbereich ein wahres „Erdbeben“ aus, das massive Auswirkungen auch auf den Bereich der Motorradproduktion für ganz Europa hatte.
Die italienischen Hersteller wollten unnötige Kosten einsparen, um einer, ihrer Meinung nach, fortschreitenden Krise (durch die zunehmende „Automobilisierung“) entgegenzuwirken, die unaufhaltsam zu einem starken Rückgang der Nachfrage nach italienischen Motorrädern führen würde.
Was die Manager der Unternehmen nicht verstanden hatten, war, dass das Motorrad zwar innerhalb weniger Jahre seine primäre Funktion als Arbeits-, Transport- und Fortbewegungsmittel verlor, aber auch zu einem – weit verbreiteten – einen gewissen Luxus bedeutenden Freizeitgegenstand wurde.
Die beschworene Krise war unzweifelhaft real, aber sie war nicht von Dauer – der Markt erholte sich bald wieder, und tatsächlich überstieg das neue Geschäftsvolumen bald das Vorkrisenvolumen. Vor diesem Hintergrund einer vorwiegend freizeitlichen (und unterhaltenden) Nutzung des Produkts hätte das Prestige, das sich aus sportlichen Siegen ergibt, verständlicherweise noch mehr an Bedeutung gewonnen.

### Sportlich
Der Ausstieg traf die meisten betroffenen Fahrer unvorbereitet, denn sie wurden davon nicht direkt informiert, sondern erfuhren die Nachricht aus den Medien. Auf einmal standen also vier amtierende Weltmeister im wahrsten Sinne des Wortes auf der Straße:
- Der überlegene 500er-Champion Libero Liberati (der in der 350-cm³-Klasse Vize-Weltmeister war) musste ein Jahr pausieren, als er 1959 wieder antrat, konnte er mit seiner schwachen 250er Moto Morini nur den zwölften Gesamtrang erreichen, und beendete seine Grand-Prix-Karriere.
- Der Australier Keith Campbell kehrte zu Norton zurück, für die er 1958 wieder in den Klassen 350- und 500-cm³ an den Start ging und einen zweiten und zwei dritte Plätze einfahren konnte, bevor er am 13. Juli 1958 bei einem nicht zur WM zählenden Rennen tödlich verunglückte.
- Der Brite Cecil Sandford konnte für 1958 kein Team finden, das ihm annehmbare Möglichkeiten zur Titelverteidigung bot, und er beschloss seine Karriere zu beenden.[3]
- Auch Tarquinio Provini musste sich einen neuen Arbeitgeber suchen und entschied sich für das Angebot von MV Agusta. Da Reparto Corse durch den Patto di astensione quasi ein Monopol – und die besten Fahrer der Welt unter Vertrag hatte, musste sich Provini dort erst beweisen. Mit dem Weltmeistertitel in der 250-cm³-Klasse im Jahr 1958 gelang ihm das auf Anhieb glänzend.

In der ersten Phase führte die Abwesenheit der drei Marken zu einer beinahe erdrückenden Dominanz von MV Agusta, die ab 1958, mehrere Jahre lang in allen Klassen (außer bei den Gespannen) sowohl den Fahrer-, als auch den Konstrukteurstitel holten.
Das plötzliche Fehlen der technologisch fortschrittlichsten Hersteller führte dazu, dass die jungen japanischen Motorrad-Produzenten (in erster Linie Honda, kurz darauf Suzuki – später dann auch Yamaha und Kawasaki) mit einem massiven Aufwand in den internationalen Motorradsport einstiegen, ohne auf Konkurrenten zu treffen, die ihnen die Vorherrschaft streitig machten. So konnten sie sportliches Prestige erlangen und die nötigen technischen Erfahrung sammeln, um sich auf dem europäischen und US-amerikanischen Markt zu präsentieren, wo sie sich in kurzer Zeit beachtliche Marktanteile sichern konnten.

## Die Siegermaschinen von 1957
Anmerkung: Die Maschinen sind hier mit der „All enveloping dustbin fairing“ für optimale Aerodynamik auf Hochgeschwindigkeitskursen abgebildet. Diese Vollverkleidungen wurden zwar ebenfalls zum Saisonende 1957 verboten, das hatte aber keinen Einfluss auf die Entscheidung von Gilera, Moto Guzzi und F.B Mondial.

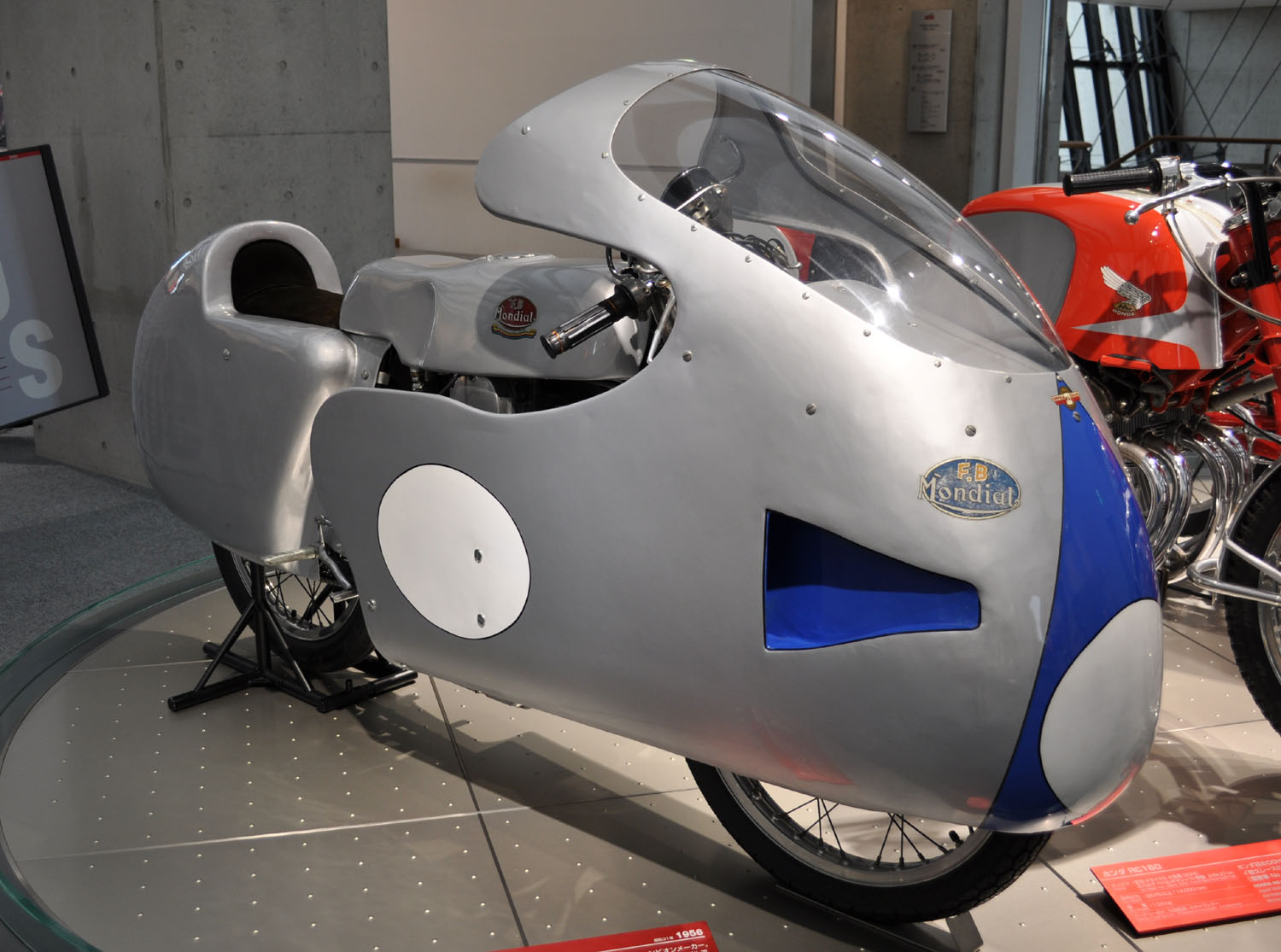
Mondial 125 GP (gefahren von Tarquinio Provini)
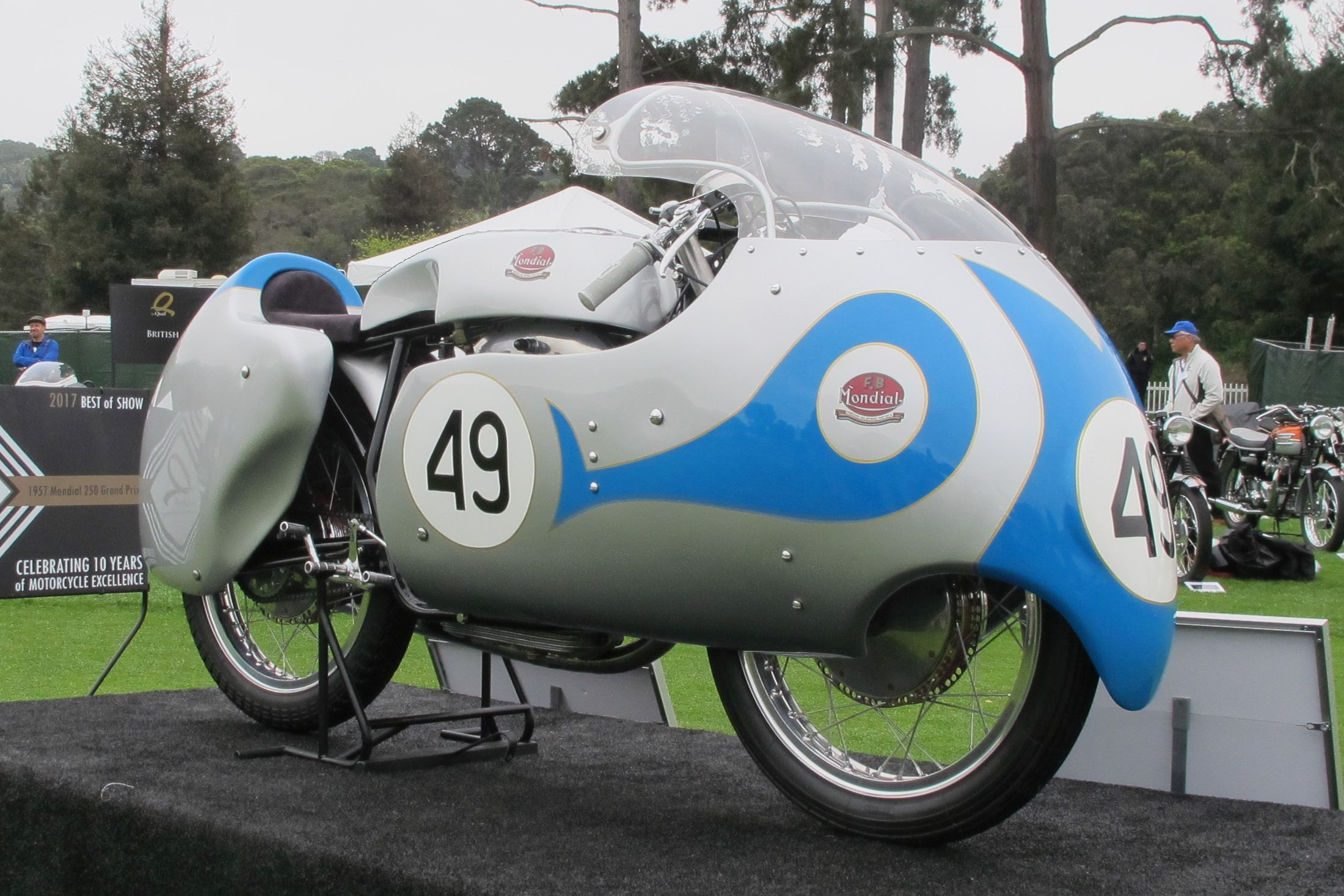
Mondial 250 GP (mit Cecil Sandford)
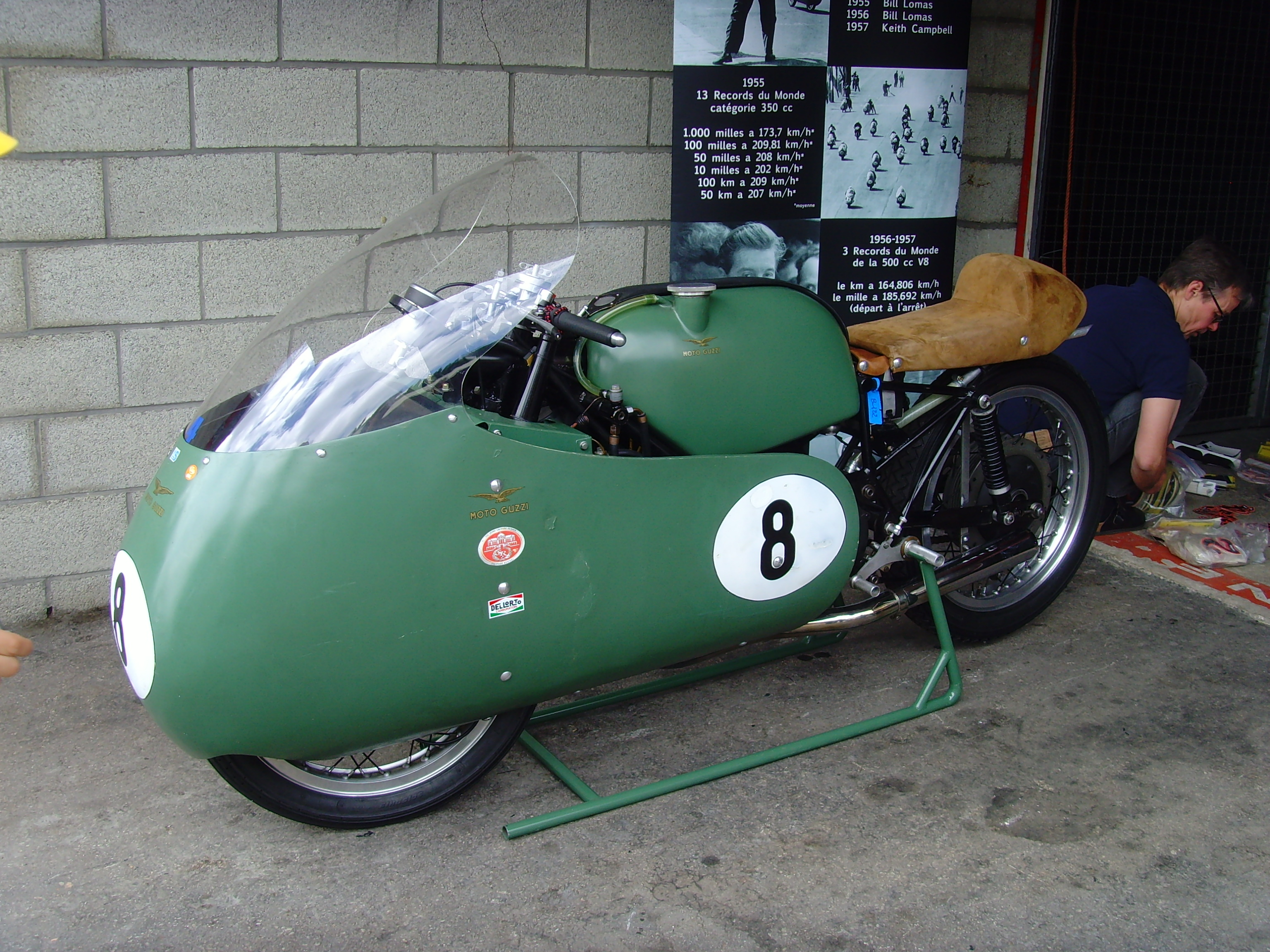
Moto Guzzi GP 350 (gefahren von Keith Campbell)
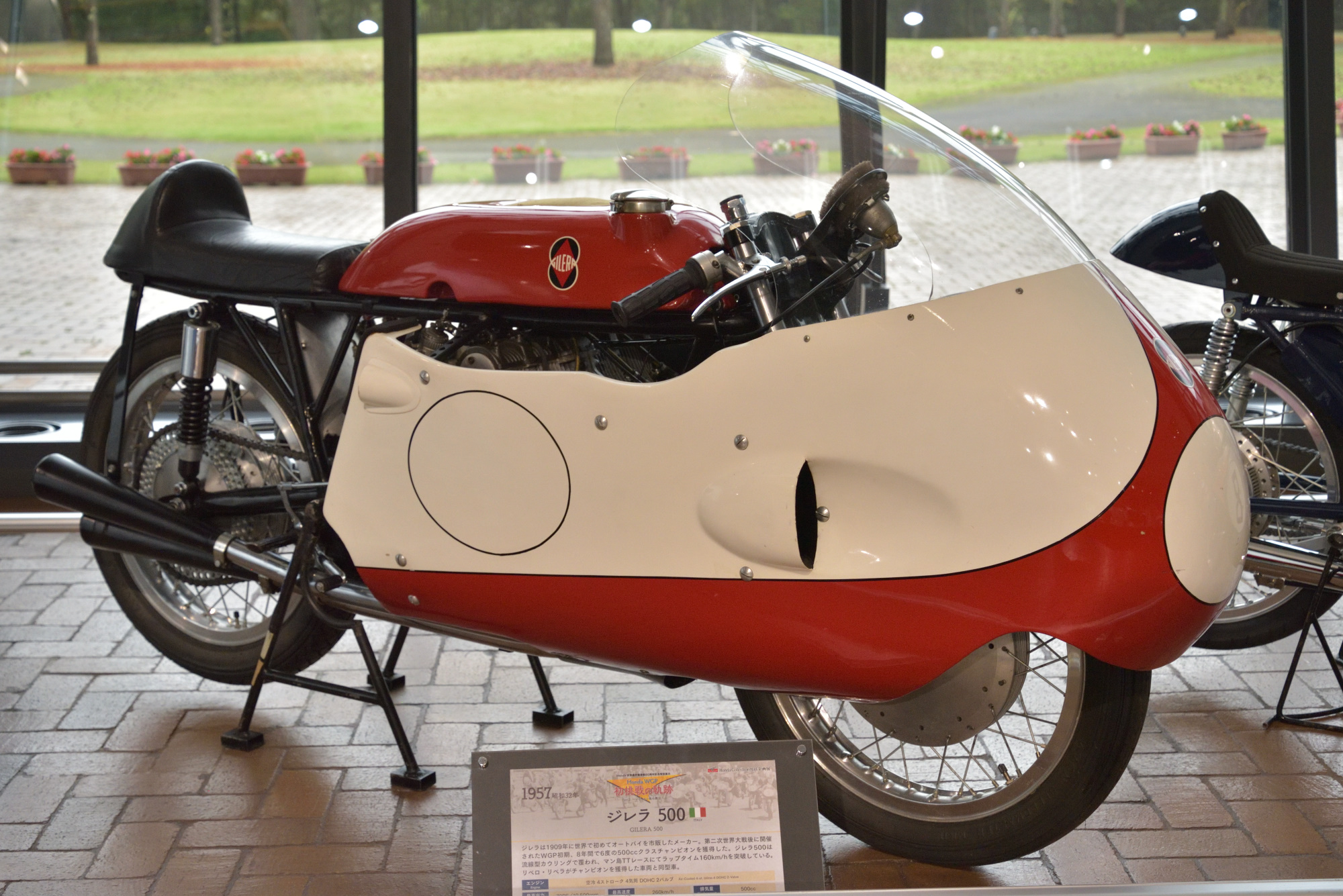
Gilera 500 4C (mit Libero Liberati)

## Das Ende italienischer Dominanz
Gut zu erkennen: die Auswirkung des Rückzuges ab 1957, mit MV Agusta als einzigem verbleibenden italienischen Teilnehmer und der beginnende Aufstieg japanischer Hersteller.
Nachdem die japanischen Marken 1966 alle Hubraumklassen eroberten, konzentrierten sie sich ab Ende der 1960er Jahre nur noch auf die Prestige-trächtigen „großen“ Klassen, und überließen die unteren Kategorien anderen, kleineren „Nischen-Herstellern“.
| Jahr     | 50 cm³      | 125 cm³     | 250 cm³             | 350 cm³         | 500 cm³   |
| -------- | ----------- | ----------- | ------------------- | --------------- | --------- |
| 1952     |             | MV Agusta   | Moto Guzzi          | Norton          | Gilera    |
| 1953     | MV Agusta   | NSU         | Moto Guzzi          | Gilera          |           |
| 1954     | NSU         | NSU         | Moto Guzzi          | Gilera          |           |
| 1955     | MV Agusta   | MV Agusta   | Moto Guzzi          | Gilera          |           |
| 1956     | MV Agusta   | MV Agusta   | Moto Guzzi          | MV Agusta       |           |
| 1957 (c) | F.B Mondial | F.B Mondial | Gilera              | Gilera          |           |
| 1958     | MV Agusta   | MV Agusta   | MV Agusta           | MV Agusta       |           |
| 1959     | MV Agusta   | MV Agusta   | MV Agusta           | MV Agusta       |           |
| 1960     | MV Agusta   | MV Agusta   | MV Agusta           | MV Agusta       |           |
| 1961     | Honda       | Honda       | MV Agusta           | MV Agusta       |           |
| 1962     | Suzuki      | Honda       | Honda               | Honda           | MV Agusta |
| 1963     | Suzuki      | Suzuki      | Honda               | Honda           | MV Agusta |
| 1964     | Suzuki      | Honda       | Yamaha              | Honda           | MV Agusta |
| 1965     | Honda       | Suzuki      | Yamaha              | Honda           | MV Agusta |
| 1966     | Honda       | Honda       | Honda               | Honda           | Honda     |
| 1967     | Suzuki      | Yamaha      | Honda               | Honda           | MV Agusta |
| 1968     | Suzuki      | Yamaha      | Yamaha              | MV Agusta       | MV Agusta |
| 1969     | Derbi       | Kawasaki    | Benelli             | MV Agusta       | MV Agusta |
| 1970     | Derbi       | Suzuki      | Yamaha              | MV Agusta       | MV Agusta |
| 1971     | Kreidler    | Derbi       | Yamaha              | MV Agusta       | MV Agusta |
| 1972     | Kreidler    | Derbi       | Yamaha              | MV Agusta       | MV Agusta |
| 1973     | Kreidler    | Yamaha      | Yamaha              | Yamaha          | MV Agusta |
| 1974     | Kreidler    | Yamaha      | Harley-Davidson (d) | Yamaha          | MV Agusta |
| 1975     | Kreidler    | Morbidelli  | Harley-Davidson     | Yamaha          | Yamaha    |
| 1976     | Bultaco     | Morbidelli  | Harley-Davidson     | Harley-Davidson | Suzuki    |
| 1977     | Bultaco     | Morbidelli  | Morbidelli          | Yamaha          | Suzuki    |
| 1978     | Bultaco     | MBA         | Kawasaki            | Kawasaki        | Yamaha    |
| 1979     | Kreidler    | Minarelli   | Kawasaki            | Kawasaki        | Yamaha    |
| 1980     | Iprem       | MBA         | Kawasaki            | Yamaha          | Yamaha    |